# Premio Emilio Salgari
Il Premio Emilio Salgari di Letteratura Avventurosa, o Premio Salgari, è un premio letterario nazionale a cadenza biennale. Nato nel 2006, valorizza e promuove la tradizione della letteratura d'avventura italiana rivisitata in chiave moderna, di cui lo scrittore Emilio Salgari è stato uno dei grandi ispiratori, e premia gli autori italiani che nei loro romanzi meglio hanno trattato e scritto di avventura nel biennio precedente.

## Come funziona il Premio Emilio Salgari
La formula del premio, inalterata dalla prima edizione, prevede che una giuria di esperti selezioni, tra le opere che trattano di avventura pubblicate in Italia nel biennio precedente, le tre più significative. Gli autori selezionati sono considerati tutti vincitori del premio e vengono proclamati pubblicamente finalisti all'inizio dell'estate, di solito a giugno.
Nel periodo tra luglio e settembre, i lettori ed i frequentatori di una ampia rete nazionale di associazioni culturali, circoli di lettura, biblioteche e librerie, esprimono individualmente la loro preferenza per uno dei romanzi finalisti.
Durante la cerimonia di premiazione, che si svolge a ottobre, viene proclamato il vincitore espresso dalla giuria popolare dei lettori, e vengono premiati tutti i finalisti.

## Albo d'oro
| Anno | Autore vincitore         | Titolo libro insignito al premio                | Editore                  | Altri finalisti                                                                                              |
| ---- | ------------------------ | ----------------------------------------------- | ------------------------ | --- |
| 2006 | Valerio Massimo Manfredi | L'impero dei draghi                             | Mondadori                | - Alan D. Altieri – L'eretico - Valerio Evangelisti – Il Collare di Fuoco                                    |
| 2008 | Folco Quilici Wu Ming    | I miei mari Manituana                           | Mondadori Einaudi        | - Kai Zen – La strategia dell'Ariete                                                                         |
| 2010 | Pino Cacucci             | Le balene lo sanno                              | Feltrinelli              | - Alfredo Colitto - Cuore di Ferro - Mino Milani - L'autore si racconta                                      |
| 2012 | Marco Buticchi           | La voce del destino                             | Longanesi                | - Tullio Avoledo, Davide Dileo - Un buon posto per morire - Marcello Simoni - Il mercante di libri maledetti |
| 2014 | Simone Sarasso           | Invictus                                        | BUR                      | - Luigi De Pascalis - La morte si muove nel buio - Giulio Leoni - Il testamento del Papa                     |
| 2016 | Marco Steiner            | Oltremare                                       | Sellerio Editore Palermo | - Alberto Custerlina - La carovana dei prodigi - Michele Mari - Roderick Duddle                              |
| 2018 | Matteo Strukul           | Giacomo Casanova. La ballata dei cuori infranti | Mondadori                | - Omar Di Monopoli - Nella perfida terra di Dio - Gianfranco Manfredi - Splendore a Shanghai                 |
| 2020 | Giorgio Fontana          | Prima di noi                                    | Sellerio Editore Palermo | - Marina Marazza - Io sono la strega - Ben Pastor - La grande caccia                                         |
| 2022 | Luca Di Fulvio           | La ballata della città eterna                   | Rizzoli                  | - Gianluca Barbera - Mediterraneo - Orso Tosco - London voodoo                                               |
| 2024 | Bernardo Zannoni         | 25                                              | Sellerio Editore Palermo | - Gian Marco Griffi - Ferrovie del Messico - Nicolò Moscatelli - I Calcagnanti                               |